# Noahkai Banks
Noahkai Dominic Banks (Honolulu, 1º dicembre 2006) è un calciatore statunitense, difensore dell'Augusta.

## Carriera

### Club
È cresciuto nel settore giovanile dell'Augusta, con cui ha firmato il primo contratto professionistico il 10 luglio 2024. Ha debuttato in prima squadra il 12 gennaio 2025 nell'incontro di Bundesliga perso 1-0 contro lo Stoccarda.

### Nazionale
Ha giocato nelle nazionali giovanili statunitensi Under-17, Under-19 e Under-20.

## Statistiche

### Presenze e reti nei club
Statistiche aggiornate al 19 gennaio 2025.
| Stagione          | Squadra           | Campionato        | Campionato | Campionato | Coppe nazionali | Coppe nazionali | Coppe nazionali | Coppe continentali | Coppe continentali | Coppe continentali | Altre coppe | Altre coppe | Altre coppe | Totale | Totale | Totale |
| Stagione          | Squadra           | Comp              | Pres       | Reti       | Comp            | Pres            | Reti            | Comp               | Pres               | Reti               | Comp        | Pres        | Reti        | Pres   | Reti   |        |
| ----------------- | ----------------- | ----------------- | ---------- | ---------- | --------------- | --------------- | --------------- | ------------------ | ------------------ | ------------------ | ----------- | ----------- | ----------- | ------ | ------ | ------ |
| 2023-2024         | Augusta II        | RL                | 6          | 2          | -               | -               | -               | -                  | -                  | -                  | -           | -           | -           | 6      | 2      |        |
| 2024-2025         | Augusta II        | RL                | 11         | 0          | -               | -               | -               | -                  | -                  | -                  | -           | -           | -           | 11     | 0      |        |
| Totale Augusta II | Totale Augusta II | Totale Augusta II | 17         | 2          |                 | -               | -               |                    | -                  | -                  |             | -           | -           | 17     | 2      |        |
| 2024-2025         | Augusta           | BL                | 6          | 0          | CG              | 0               | 0               | -                  | -                  | -                  | -           | -           | -           | 6      | 0      |        |
| Totale carriera   | Totale carriera   | Totale carriera   | 23         | 2          |                 | 0               | 0               |                    | -                  | -                  |             | -           | -           | 23     | 2      |        |